# Luis Hernández Cotter
 (novembre 2023).
Si vous disposez d'ouvrages ou d'articles de référence ou si vous connaissez des sites web de qualité traitant du thème abordé ici, merci de compléter l'article en donnant les références utiles à sa vérifiabilité et en les liant à la section « Notes et références ».
Luis Hernández Cotter est un ancien joueur désormais entraîneur espagnol de volley-ball né le 10 décembre 1948 à Casablanca (Maroc). Il jouait passeur. Il est international espagnol.

## Clubs

### Joueur
| Club                            | De        | À         |
| ------------------------------- | --------- | --------- |
| Real Madrid                     | 1972-1973 | 1978-1979 |
| Denver Comets                   | 1979      |           |
| Club Voleibol Salesianos Atocha | 1979-1980 | 1979-1980 |
| Real Madrid                     | 1980-1981 | 1980-1981 |
| SAD Recuerdo                    | 1981-1982 | 1983-1984 |

### Entraîneur
| Club      | De        | À   |
| --------- | --------- | --- |
| CV Madrid | 1984-1985 | ... |

## Palmarès

### Joueur
- Championnat d'Espagne (7)
  - Vainqueur : 1969, 1970, 1971, 1976, 1977, 1978, 1979
  - Finaliste : 1972, 1974, 1975
- Coupe du Roi (9)
  - Vainqueur : 1970, 1971, 1972, 1973, 1976, 1977, 1978, 1979, 1981
  - Finaliste : 1974

### Entraîneur
- Coupe du Roi (1)
  - Vainqueur : 1985